# Amerikanisch-Ozeanien
Amerikanisch-Ozeanien ist eine zusammenfassende Bezeichnung des deutschen Auswärtigen Amtes für jene Außengebiete der Vereinigten Staaten, die im Pazifischen Ozean liegen. Die Bezeichnung wird unter anderem in der deutschen Außenhandelsstatistik verwendet.
Die drei größten Inseln bzw. Inselgruppen sind Guam, Amerikanisch-Samoa und die Nördlichen Marianen; auf diesen lebt praktisch die gesamte Bevölkerung Amerikanisch-Ozeaniens. Darüber hinaus gibt es noch die folgenden kleineren Inseln, die im amtlichen Sprachgebrauch unter Hinzunahme der Karibikinsel Navassa auch als United States Minor Outlying Islands bezeichnet werden: Bakerinsel,  Howlandinsel, Jarvisinsel, Johnston-Atoll, Kingmanriff, Midwayinseln, Palmyra-Atoll, Wake-Atoll.